# Perdita eremophila
Perdita eremophila är en biart som beskrevs av Timberlake 1964. Perdita eremophila ingår i släktet Perdita och familjen grävbin. Inga underarter finns listade i Catalogue of Life.